# 德罗河畔阿勒芒
德羅河畔阿勒芒（法語：Allemans-du-Dropt，法語發音：[almɑ̃ dy dʁo]）是法国洛特-加龙省的一个市镇，属于马尔芒德区。

## 地理
德罗河畔阿勒芒（44°37'37"N, 0°17'22"E）面积6.4 平方千米，位于法国新阿基坦大区洛特-加龍省，该省份为法国西南部内陆省份，北起多爾多涅省，西接吉倫特省和朗德省，南至热尔省，东临塔恩-加龙省和洛特省。
与德罗河畔阿勒芒接壤的市镇（或旧市镇、城区）包括：穆斯捷、康布、蒙特通、皮斯朗皮永、鲁马涅、帕尔达扬。
德罗河畔阿勒芒的时区为UTC+01:00、UTC+02:00（夏令时）。

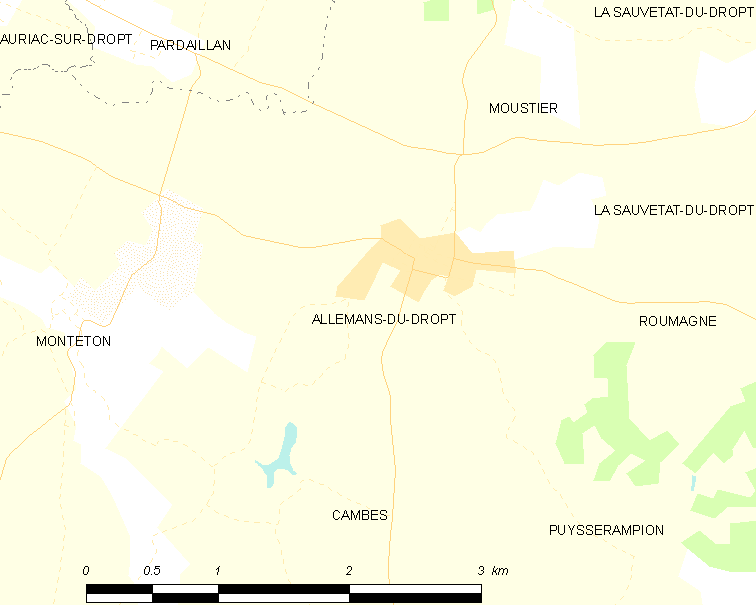
德罗河畔阿勒芒的OSM定位图

## 行政
德罗河畔阿勒芒的邮政编码为47800，INSEE市镇编码为47005。

## 政治
德罗河畔阿勒芒所属的省级选区为德罗河谷县。

## 人口

1962-2008年间德罗河畔阿勒芒人口变化图示

德罗河畔阿勒芒于2022年1月1日时的人口数量为486人。